# Amtseinführung von Joe Biden

Siegel der 59. Amtseinführung des Präsidenten und der Vizepräsidentin

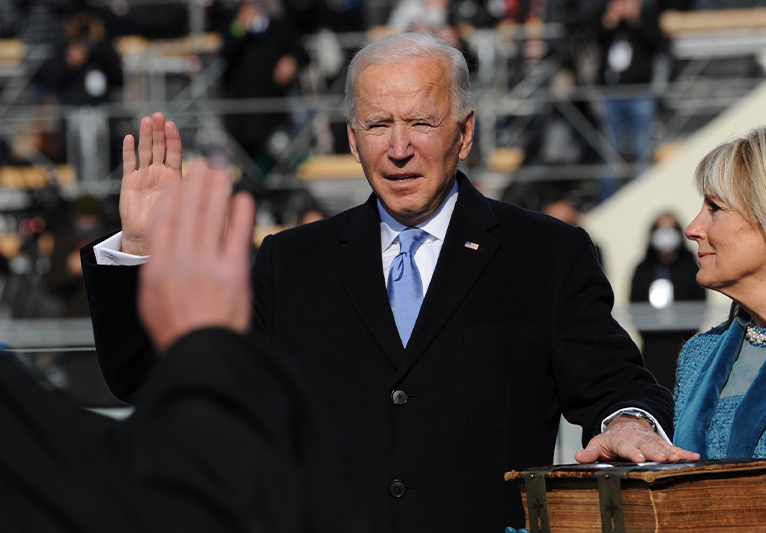
Joe Biden bei der Vereidigung

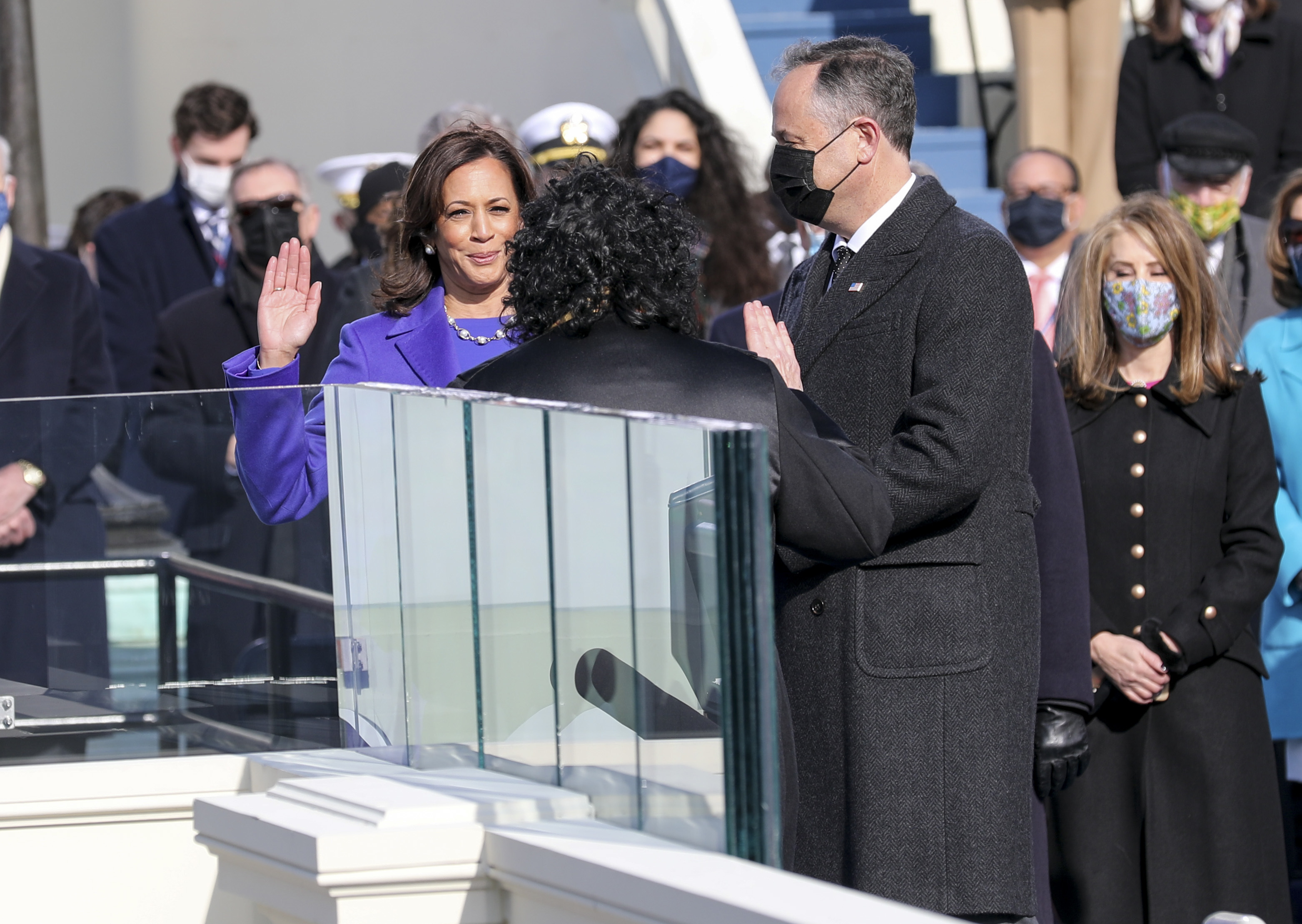
Kamala Harris bei der Vereidigung

Mit der Amtseinführung von Joe Biden (englisch inauguration) als 46. Präsident der Vereinigten Staaten begann die vierjährige Amtszeit der Sieger der Präsidentschaftswahl 2020, Joe Biden als Präsident und Kamala Harris als erste Vizepräsidentin in der Geschichte der Vereinigten Staaten, sowie nach individueller Bestätigung durch den Senat die Amtszeit der Mitglieder des Kabinetts Biden.
Eine öffentliche Zeremonie fand am Mittwoch, dem 20. Januar 2021, an der Westfront des Kapitols der Vereinigten Staaten in Washington, D.C. statt. Das Ereignis war die 59. Amtseinführung des Präsidenten der Vereinigten Staaten. Biden sprach den Amtseid als Präsident, zuvor Harris jenen als Vizepräsidentin. Our Determined Democracy: Forging a More Perfect Union, ein Verweis auf die Präambel der Verfassung der Vereinigten Staaten, diente als Motto.

## Vorgeschichte

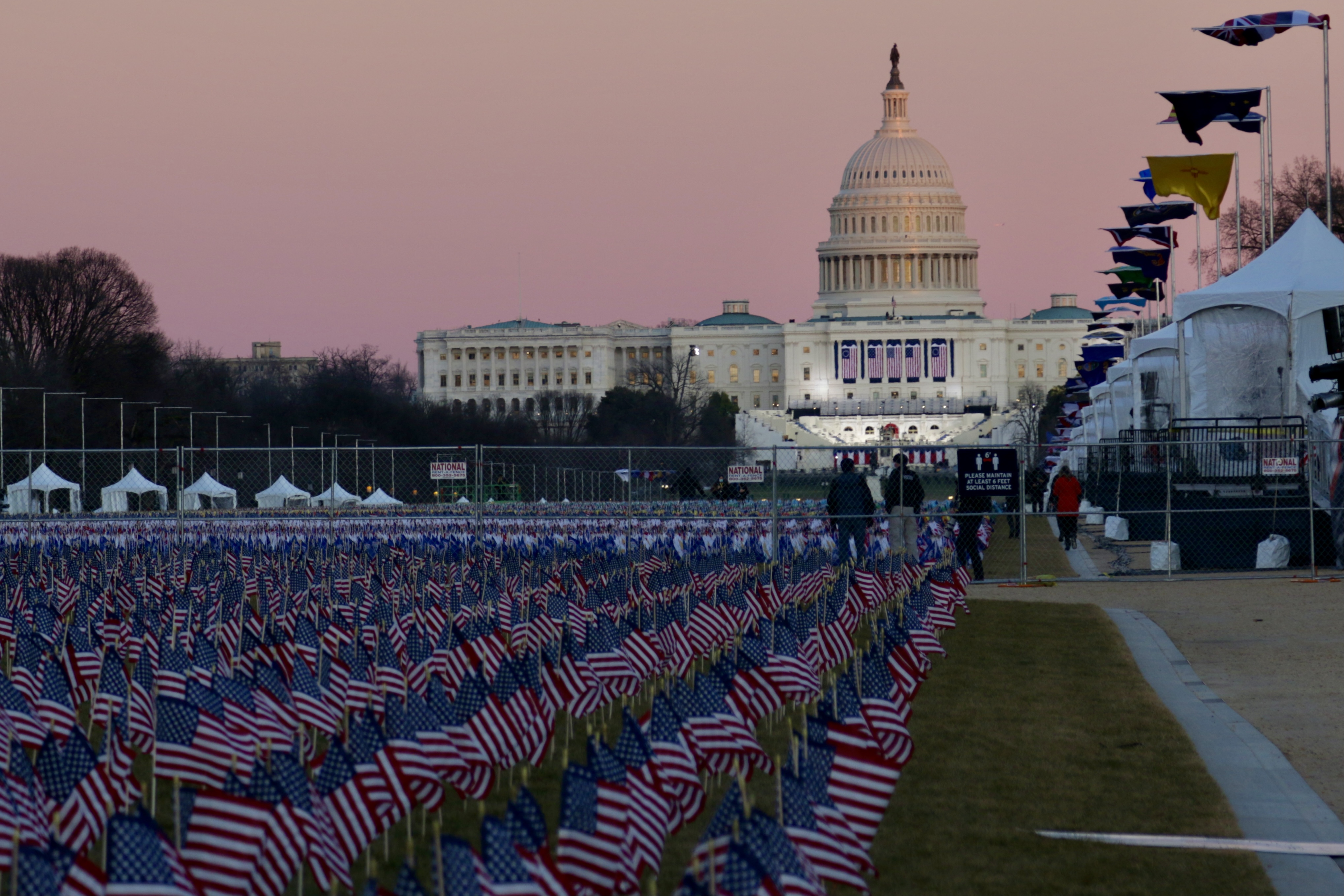
Das „Feld der Fahnen“ vor dem Kapitol

Der Präsidentschaftsübergang, die geordnete Übergabe der Amtsgeschäfte in den Monaten vor der Amtseinführung, wurde durch Präsident Donald Trump aktiv behindert und verzögert. So rief die General Services Administration unter Trumps Direktion erst am 23. November 2020 einen voraussichtlichen Wahlsieger aus, anstatt wie üblich in den Tagen nach der Wahl. Daraus folgte, dass Bidens Team der Zugang zu Agenturen, Büroflächen, der Status einer Regierungswebsite und 6,3 Millionen US-Dollar an Organisationsgeldern vorenthalten wurden und Biden die Teilnahme an vertraulichen Sicherheitsbesprechungen der Regierung Trump versagt wurde. Trump hatte die Rechtmäßigkeit der Präsidentschaftswahl schon vor deren Durchführung in Zweifel gezogen und das Wahlergebnis, Bidens Sieg, nicht anerkannt (siehe Präsidentschaftswahl in den Vereinigten Staaten 2020 – Rahmenbedingungen).
Wegen der Erstürmung des Kapitols durch Anhänger Trumps am 6. Januar 2021, dem Tag der Auszählung der Wahlleutestimmen und offiziellen Bestätigung von Bidens Wahlsieg durch den Kongress, wurde zum einen ein weiteres Amtsenthebungsverfahren gegen Trump durch die Demokratische Partei gestartet und zum anderen in den Tagen vor der Amtseinführung zehntausende Soldaten der Nationalgarde zur Unterstützung der United States Capitol Police im Regierungsviertel eingesetzt. Als provisorischer Ruhe- und Schlafplatz diente hunderten jener Soldaten mangels vorhandener Unterkünfte das Kapitol selbst.

## Planung und Zeremonie

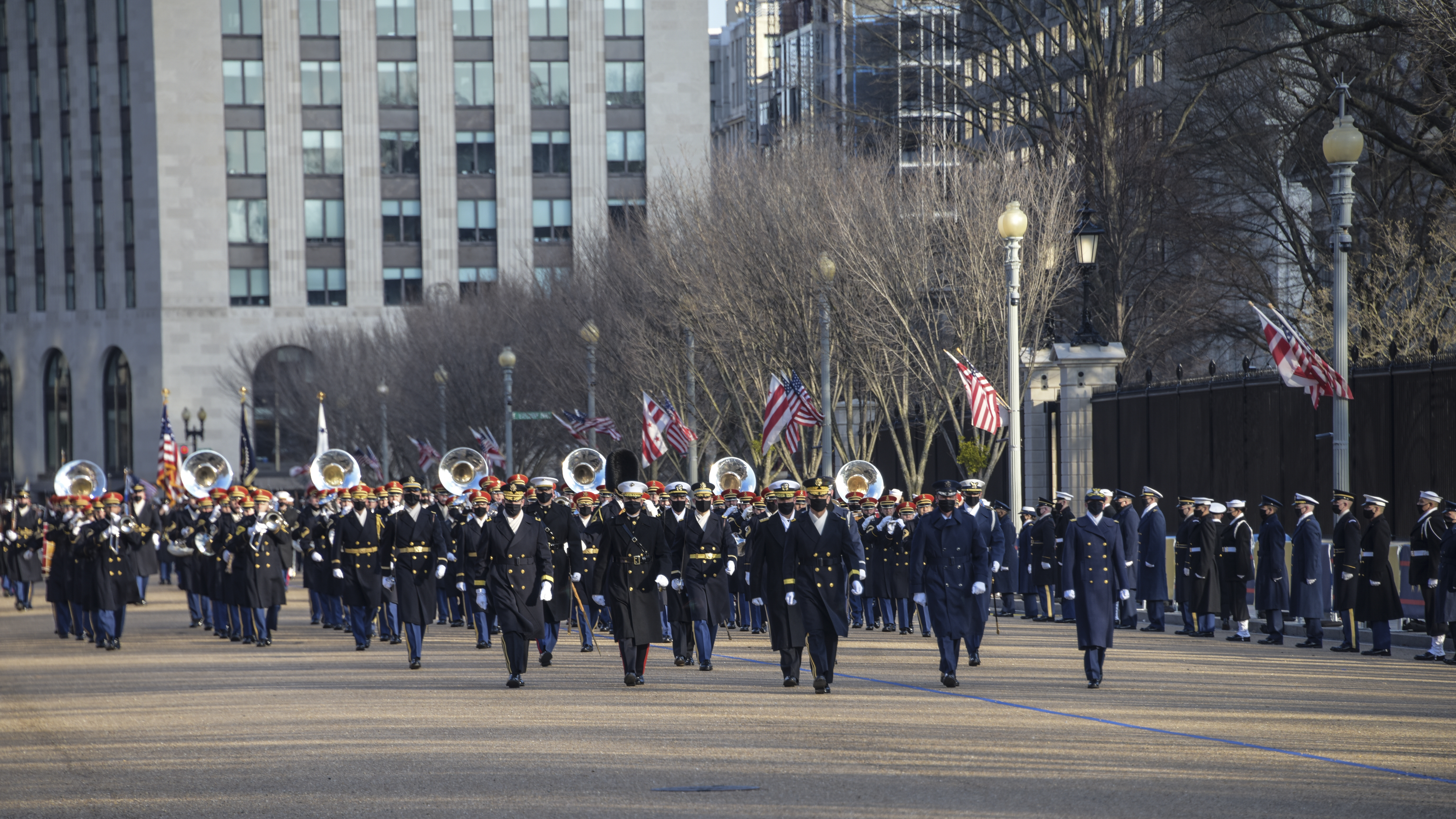
Amtseinführungs-Parade

Zur Absicherung der Amtseinführung waren insgesamt 25.000 Sicherheitskräfte in Washington, D.C., davon 20.000 Soldaten der US-Nationalgarde. Noch am 9. Februar 2021 waren davon 6200 Soldaten der US-Nationalgarde in Washington im Einsatz. Außerdem wurden meterhohe Schutzzäune und Tore um das US-Kapitol errichtet. Der Einsatz der Nationalgarde am US-Kapitol bis März 2021 kostete laut Schätzung des US-Verteidigungsministeriums knapp 500 Millionen US-Dollar.
Trump gab am 8. Januar 2021 bekannt, nicht an der Amtseinführung teilzunehmen, Vizepräsident Mike Pence hingegen bestätigte einen Tag später seine Teilnahme. Damit war Trump der vierte amtierende Präsident der Vereinigten Staaten in der Geschichte, der einer Amtseinführung seines Nachfolgers fernblieb, und der erste seit 1869 (Andrew Johnson nahm nicht an der Amtseinführung von Ulysses S. Grant teil).
Die früheren US-Präsidenten Bill Clinton, George W. Bush und Barack Obama mit den jeweiligen ehemaligen First Ladies Hillary Clinton, Laura Bush und Michelle Obama nahmen an der Zeremonie teil. Der 39. US-Präsident Jimmy Carter und seine Ehefrau Rosalynn reisten wegen der COVID-19-Pandemie nicht zu den Feierlichkeiten nach Washington.
Wegen der COVID-19-Pandemie wurden die am Tag der Amtseinführung üblichen Gala-Veranstaltungen stark eingeschränkt. Stattdessen wurde zur US-amerikanischen Hauptsendezeit eine spezielle Fernsehsendung mit dem Titel Celebrating America ausgestrahlt, die von Tom Hanks moderiert wurde. Unter anderem traten Stars wie Kerry Washington, Bruce Springsteen, Jon Bon Jovi, Justin Timberlake, John Legend, Demi Lovato  und die Foo Fighters auf. Lady Gaga wurde mit dem Singen der US-Nationalhymne The Star-Spangled Banner betraut. Dabei trug sie ein kugelsicheres Kleid. Jennifer Lopez trug ein Medley aus America the Beautiful und This Land Is Your Land vor und Garth Brooks sang a cappella Amazing Grace.
Mit dem Vortrag eines Inaugural Poem griff Biden auf eine Geste der Wertschätzung für die Lyrik zurück, die von John F. Kennedy eingeführt und danach nur von den Präsidenten Clinton und Obama wiederholt worden war. Die junge afroamerikanische Poetin Amanda Gorman (The Hill We Climb) wurde dafür angekündigt. Der Jesuit und persönliche Freund Bidens Leo O’Donovan SJ war für den ersten Teil der Zeremonie verantwortlich, die Anrufung (Invocation). Danach folgte der Pledge of Allegiance (Treueschwur), ausgeführt durch Andrea Hall, Kommandantin der Feuerwehr von South Fulton, Georgia, der ersten schwarzen Frau in einem derartigen Amt in den Vereinigten Staaten.
Am Morgen der Amtseinführung besuchten Joe Biden und seine Frau Jill die von Kevin F. O’Brien gehaltene Morgenmesse in der katholischen Cathedral of St. Matthew the Apostle in Washington, D.C.; Kamala Harris und ihre Familie sowie Mitch McConnell und Chuck Schumer besuchten die Messe ebenfalls.
Während der Zeremonie wurde Biden von John Roberts – dem Obersten Richter der Vereinigten Staaten – um 11:55 Uhr Ortszeit als 46. Präsident der Vereinigten Staaten vereidigt. Dabei legte Biden seinen Schwur auf eine Bibel ab, die seit 1893 im Besitz seiner Familie ist. Die 12,7 Zentimeter dicke Bibel ist auf der Vorderseite mit einem irischen Keltenkreuz verziert und war zuvor bei seinen früheren Vereidigungen zum US-Senator und als 47. Vizepräsident der Vereinigten Staaten verwendet worden. Harris legte zuvor ihren Eid auf zwei Bibeln ab: die Bibel von Regina Shelton – eine enge Freundin in den Kindertagen von Kamala und Maya Harris – sowie eine Bibel aus dem Besitz von Thurgood Marshall, der ab 1967 der erste afroamerikanische Richter am Obersten Gerichtshof der Vereinigten Staaten war. Vereidigt wurde sie von Sonia Sotomayor, einer Richterin am Obersten Gerichtshof, die 2013 bereits Biden für eine zweite Amtszeit als US-Vizepräsident eingeschworen hatte.
Mit der Vereidigung von Biden und Harris wurde Jill Biden zur neuen First Lady und Douglas Emhoff zum ersten Second Gentleman in der Geschichte der Vereinigten Staaten.